# Museu del Ter - Can Sanglas
El Museu del Ter, a Manlleu (Osona), és un museu de territori i societat que es projecta sobre el territori més enllà de l'edifici i de les seves col·leccions, amb l'objectiu de posar en valor el patrimoni industrial i natural de la conca mitjana del riu Ter.
El Museu del Ter acull tres exposicions permanents ("La fàbrica de riu", "La societat industrial" i "Els rius mediterranis") i el Centre d'Estudis dels Rius Mediterranis o CERM; i organitza exposicions temporals i activitats diverses per conèixer el singular procés d'industrialització de la zona i la biodiversitat del Ter i els altres rius mediterranis. Altres espais visitables del Museu del Ter fora de Can Sanglas són a més la Colònia de Borgonyà (Sant Vicenç de Torelló), que compta amb un Centre d'Interpretació, i la Colònia Rusiñol, a Manlleu.
El Museu compta també amb un mòdul multisensorial anomenat "La Mirada Tàctil", un espai d'interpretació tàctil adreçat a tothom però especialment adaptat i dissenyat per aquells visitants que presenten alguns tipus de dificultats visuals, ceguesa o mobilitat reduïda.

## Història
La seu del Museu del Ter és Can Sanglas, una antiga fàbrica de filatura de l'any 1841, situada en el punt on el canal industrial de Manlleu acaba el seu recorregut de prop de dos quilòmetres.
Inaugurat el 23 de juny de 2004, el Museu del Ter forma part del Museu Nacional de la Ciència i de la Tècnica de Catalunya, de la Xarxa de Museus Locals de la Diputació de Barcelona i de la Xarxa de Museus d'Osona.
Durant el 2012 va anunciar que faria un ERO que afectaria al 25% de la jornada del personal, degut a la situació econòmica.
L'abril de 2013, el museu va canviar de nom i d'anomenar-se Museu Industrial del Ter amb l'acrònim MIT va passar a dir-se Museu del Ter.

## Exposició permanent

### La fàbrica de riu

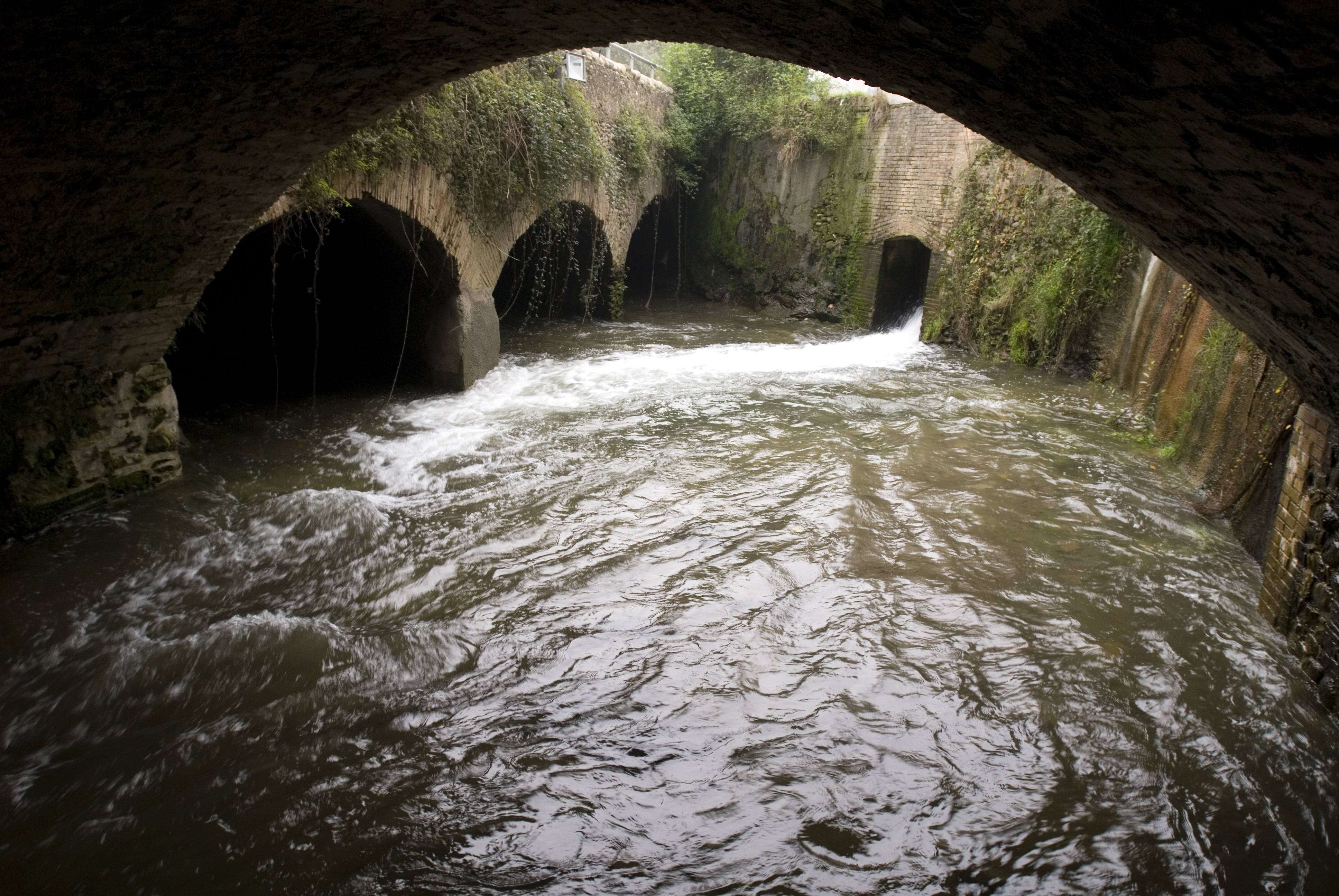
Obertura de comportes al Museu del Ter

Aquesta exposició destaca els aspectes històrics del procés d'industrialització al Ter mitjà, amb màquines experimentals que ajuden a comprendre el procés de transformació del cotó en fil, així com el canvi que aquestes van suposar a la societat; l'exposició s'estructura en dues plantes: el soterrani i la planta baixa.
Al soterrani es poden observar els dos espais energètics de què disposava Can Sanglas per aprofitar l'energia hiràulica: l'alternador automatitzat, mogut per una turbina Francis i que permet observar com es genera l'electricitat, i la turbina Fontaine,
 un dels primers motors hidràulics instal·lats al Ter. El recorregut per la planta baixa comprèn diversos àmbits que es van lligant històricament a través del procés de mecanització de la filatura del cotó, des del treball manufacturer i la seva organització anterior a la industrialització fins a la mecanització, que representen diverses màquines cotoneres (carda, metxera, contínua de filar) construïdes per l'empresa Serra S.A. de Manlleu.
El desembre de 2011 es van posar en marxa els embarrats, un sistema de transmissió mecànica que aprofita l'energia hidràulica generada a la turbina Fontaine per posar en marxa algunes de les màquines de filatura. La recuperació del sistema permet donar una visió global del procés de filatura utilitzat al segle xix a la fàbrica de can Sanglas.

### La societat industrial
Aquesta exposició mostra els canvis socials produïts per la industrialització mitjançant un recorregut per diferents àmbits en els quals s'hi troben figures d'empresaris i treballadors, elements de la vida quotidiana, la presa de consciència de classe i els conflictes polítics i socials derivats de la producció industrial. L'exposició incorpora també diversos audiovisuals i dues maquetes que reprodueixen la Colònia Rusiñol i la façana fluvial de Manlleu entre el Pont de can Molas i la fàbrica de can Sanglas.

### Els rius mediterranis
L'exposició proposa un recorregut pels paisatges, la hidrologia, l'ecologia, el patrimoni natural, els aspectes sociambientals i algunes propostes de gestió sostenible dels cursos fluvials mediterranis. Compta amb un aquari amb els valors ecològics del Ter mitjà, decorat amb fotografies de paisatges i espècies autòctones del nord-est de Catalunya, i on es poden observar en viu tres espècies de peix: el barb de muntanya, la bagra i l'anguila.

#### Centre d'Estudi dels Rius Mediterranis
El Centre d'Estudis dels Rius Mediterranis o CERM és l'àrea ambiental del Museu del Ter, i té com a finalitats l'estudi, la difusió i la conservació del patrimoni cultural i natural del riu Ter i, per extensió, els altres rius mediterranis. Les seves activitats principals són la custòdia i la restauració ecològica de sistemes fluvials -mitjançant la consecució d'acords amb propietaris i ajuntaments-, l'educació ambiental i la sensibilització ciutadana, així com la recerca en rius Mediterranis, associada especialment a l'avaluació de l'estat ecològic de rius i a la cerca de solucions per millorar la connectivitat dels rius per als peixos.

## Can Sanglas
Can Sanglas, seu del Museu del Ter, és un edifici del municipi de Manlleu (Osona) protegit com a bé cultural d'interès local. Es tracta d'un edifici format per una nau, amb coberta a doble vessant, de planta i dos pisos. Les finestres s'obren de manera regular al llarg dels tres nivells de l'immoble. Aquestes presenten dovelles i arcs de descàrrega de totxo. Les finestres de segon pis són més petites. La teulada acaba amb un ràfec inclinat molt reduït aguantat per una biga de fusta, amb unes bigues entrecreuades que la sostenen. Els murs de la planta baixa estan construïts amb còdols irregulars lligats amb morter de calç. Les cantoneres de reforç són de pedra picada. Els pisos superiors, en canvi estan fets amb maons i arrebossat. Una de les parets laterals està reforçada amb una pilastra adossada. En convertir-se en seu del Museu del Ter s'afegí un cos nou a l'edifici antic, alhora que es canvià la coberta, es milloraren els accessos i s'acondicionaren els espais interiors.
L'antiga filatura de cotó de Can Sanglas és un element representatiu del desenvolupament industrial de Manlleu. Aquesta fàbrica és documentada des de mitjan segle xix, concretament des de 1841 i és una de les mostres més antigues de les primeres concentracions de fàbriques que s'instal·laven a la vora dels canals per aprofitar l'energia hidràulica. Can Sanglas és l'únic edifici fabril dedicat a la filatura que encara es conserva de tot el conjunt. Va estar abandonada durant un temps i ara és la seu del Museu del Ter, inclòs dins la xarxa del Museu Nacional de la Ciència i la Tècnica de Catalunya. Tenen un gran interès les infraestructures per a l'aprofitament de l'energia de l'aigua del Ter. Es tracta de dues turbines que usaven l'aigua de dos ramals diferents del canal industrial.

## Punt d'interpretació de la Colònia de Borgonyà

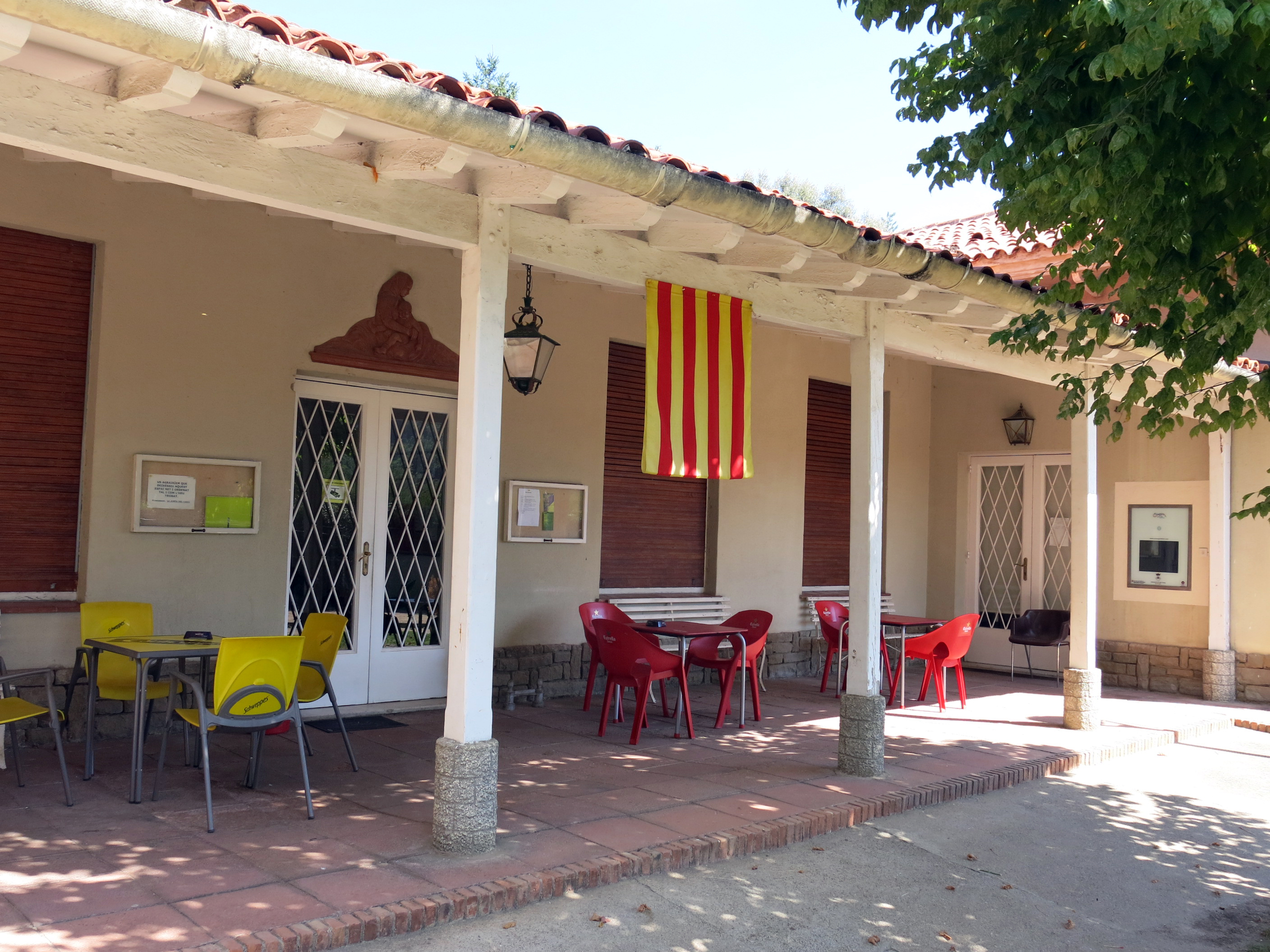
Punt d'interpretació de Borgonyà

Aquest espai ofereix informació sobre el món de les colònies i, en especial, sobre l'antiga empresa Fabra i Coats, que va crear la més emblemàtica colònia tèxtil del Ter. El Punt d'Interpretació està situat a l'antiga "casa-cuna" (actual casal de la gent gran), i es pot visitar en el recorregut de la visita guiada que ofereix el Museu del Ter per la Colònia de Borgonyà.